# پلوچنیک (پروکوپیه)
پلوچنیک (به صربی: Pločnik) یک منطقهٔ مسکونی در صربستان است که در پروکوپلیه واقع شده‌است. پلوچنیک ۱۸۲ نفر جمعیت دارد و ۴۲۰ متر بالاتر از سطح دریا واقع شده‌است.